# Красная Новь (Сергачский район)
Кра́сная Новь — деревня в Сергачском районе Нижегородской области. Входит в состав Толбинского сельсовета.

## География
Деревня находится на расстоянии примерно 5 км (по прямой) к западу от города Сергач, административного центра района.

### Часовой пояс
Деревня Красная Новь, как и вся Нижегородская область, находится в часовой зоне МСК (московское время). Смещение применяемого времени относительно UTC составляет +3:00.

## Население
| 2002 | 2010 |
| ---- | ---- |
| 0    | →0   |